# جوشوا غارنت
جوشوا غارنت (بالإنجليزية: Joshua Garnett)‏ هو لاعب كرة قدم أمريكية أمريكي، ولد في 21 فبراير 1994 في أوبورن في الولايات المتحدة.

## وصلات خارجية
- جوشوا غارنت على موقع مرجع كرة القدم المحترفة.كوم (الإنجليزية)